# Mi libre canción
Mi libre canción è una cover di Il mio canto libero realizzata nel 2006 dalla cantante italiana Laura Pausini  in duetto con il cantante colombiano Juanes.

## Il brano
La canzone viene tradotta in lingua spagnola da Carlos Ramón con il titolo Mi libre canción, inserita nell'album Yo canto ed estratta come 4º ed ultimo singolo solo in Spagna.
La canzone in lingua italiana Il mio canto libero, presente nell'album Io canto, non viene estratta come singolo in Italia e pertanto non è pubblicata su supporto audio, non viene trasmessa in radio e non è presente il videoclip.
Pur non esistendo il CD singolo, il brano in lingua spagnola viene quindi trasmesso in radio in Spagna; non viene realizzato il videoclip.
Sono presenti anche i brani in lingua italiana e in lingua spagnola in versione solista di Laura Pausini solo per chi ha ordinato in anteprima l'album su iTunes.
Il 21 giugno 2009 Il mio canto libero viene eseguito in duetto da tutte le artiste donne partecipanti al concerto benefico Amiche per l'Abruzzo allo Stadio Giuseppe Meazza di San Siro come brano finale dell'evento.

## Tracce
Download digitale
1. Il mio canto libero (con Juanes)
2. Il mio canto libero
3. Mi libre canción (con Juanes)
4. Mi libre canción

## Crediti
- Michael Landau: chitarra elettrica, chitarra acustica
- Daniel Vuletic: chitarra elettrica, chitarra acustica, tastiere, pianoforte
- John Beasley: tastiere, pianoforte
- Samuele Dessi: chitarra elettrica, chitarra acustica
- Paul Bushnell: basso elettrico
- Vinnie Colaiuta: batteria
- Raphael Padilla: percussioni

## Pubblicazioni
Mi libre canción viene inserita in versione Live nell'album San Siro 2007 del 2007 (Medley audio e video).